# XXXI век до н. э.
XXXI (три́дцать пе́рвый) век до на́шей э́ры по пролептическому юлианскому календарю — век с 1 января 3100 года до н. э. по 31 декабря 3001 года до н. э. Это 10-й век 4-го тысячелетия до н. э. Ему предшествовал XXXII век до н. э., за ним следовал XXX век до н. э. Закончился 5025 лет назад.

## События конца 4-го — начала 3-го тысячелетия до н. э.

### Месопотамия
- Существование нескольких десятков шумерских городов-государств в Двуречье. Южные города: Эриду, Ур, Ларса, Лагаш, Умма, Урук. Среднее течение Евфрата: Шуруппак, Ниппур. Север: Киш, Сиппар, Эшнунна. За пределами Двуречья города Мари, Ашшур.

### Поволжье
- Балахнинская культура эпохи неолита в Среднем Поволжье.

### Древний Египет
- Объединение Египта фараоном Минесом (Нармером).